# Comment l'on dit que l'âme est intermédiaire entre la réalité indivisible et la réalité divisible
Comment l'on dit que l'âme est intermédiaire entre la réalité indivisible et la réalité divisible est le vingt et unième traité des Ennéades, et premier livre de la quatrième Ennéade qui traite de l'âme, rédigé par Plotin. Celui-ci prend surtout pour sujet l'indivisibilité de l'âme.